# Дрессер, Генри
Генри Иилс Дрессер (9 мая 1838, Тирск, Норт-Йоркшир — 28 ноября 1915, Монте-Карло) — английский предприниматель и орнитолог.

## Биография
Родился в Тирске (Йоркшир). У него было пять сестёр и три брата.
В 1860-е Дрессер активно путешествовал по Европе и дважды побывал в Нью-Брансуике (Канада) на лесопилке, принадлежавшей его отцу. Во время Гражданской войны в США посетил Техас, где сделал ценные орнитологические наблюдения.
С 1870 по 1910 занимался металлургическим бизнесом.
Для поправки здоровья Дрессер покинул Англию, чтобы поселиться в Каннах. Он скончался в Монте-Карло 28 ноября 1915 года.

## Вклад в орнитологию
Дрессер был ключевой фигурой среди орнитологов, был знаком с ведущими специалистами своего времени и имел доступ к их записям. В 1856—1858 в связи с делами лесопромышленной компании своего отца находился в Выборге, где изучил свой очередной, финский язык и откуда совершал поездки по берегам Балтики. В 1858 году, будучи в Финляндии, он обнаружил размножающихся свиристелей и стал первым англичанином, собравшим их яйца. Это составило ему славу среди английских орнитологов, большинство которых были коллекционерами птичьих яиц и шкурок.
В 1865 году он сделался членом Британского союза орнитологов, а с 1882 по 1888 был его секретарём. Он стал автором более 100 работ о птицах, в которых писал об их географическом распространении, описывал новые виды и яйца пернатых.